# Pluishoedhertenzwam
De pluishoedhertenzwam (Pluteus hispidulus) is een schimmel behorend tot de familie Pluteaceae. Hij leeft saprotroof op meer of minder humusrijke grond of op hout van loofbomen, in loofbossen op voedselrijke, vaak kalkhoudende bodems.

## Kenmerken
Hoed
De hoed heeft een diameter van 0,7 tot 2,3 cm. De vomr is halfbolvormig of kegelvormig bij jonge exemplaren, zich uitbreidend naarmate ze ouder worden, platbol, soms met een lichte bult of holte. Het oppervlak donkerbruin, zwartachtig bruin in het midden en geheel behaard of vezelig. Aan de rand is het haar meer klevend, witgrijs.
Lamellen
De lamellen zijn dikbuikig tot 2 mm breed. De kleur is aanvankelijk wit, daarna roze.
Steel
De steel heeft een lengte van 1,5 tot 2,7 cm en een dikte van 0,1 tot 0,2 cm. De steel is cilindrisch, iets breder naar de basis toe, aanvankelijk vol, daarna leeg. Het oppervlak is glad, zilvergrijs of bedekt met grijsachtige fibrillen.
Vlees
Het vlees is witachtig, dun, zonder duidelijke geur en smaak.

### Microscopische kenmerken
De sporen zijn breed ellipsvormig tot bijna bolvormig en meten 6–7,5 × 5–6 µm. Cheilocystidia zijn kleurloos, dunwandig, vrij talrijk, knotsvormig tot zakvormig en 30–50 × 12–20 µm groot. Sommigen van hen hebben een bruin pigment aan de binnenkant. Pleurocystidia zijn afwezig of schaars, kleurloos, flesvormig, knotsvormig, soms kopvormig, 40 × 60 µm groot. Hyfen aanhangend of uitpuilend, met afgeronde uiteinden en 8 tot 18 µm breed. Binnenin bevatten ze opgelost pigment.

## Verspreiding
Deze soort komt voorin veel Europese landen en in Noord-Amerika, en er is melding gemaakt van één plaats in Brazilië. In Nederland komt hij matig algemeen voor. Hij staat niet op de rode lijst en is niet bedreigd.